# Участок связывания лиганда с рецептором
Домен связывания лиганда с рецептором (ligand-binding domain), участок связывания лиганда с рецептором (ligand-binding site), активный участок рецептора (active site) или активный домен рецептора (active domain) — участок клеточного рецептора, с которым связывается физиологический лиганд-агонист, специфическая молекула или ион, такая, как гормон, цитокин или нейромедиатор). Лиганд формирует с этим участком рецептора обратимую нековалентную химическую связь. При этом устанавливается химическое равновесие между несвязанным (свободным) лигандом и лигандом, связанным с рецептором — лиганд диссоциирует, присоединяется, снова диссоциирует. Процесс описывается кинетикой рецептор-лигандных взаимодействий.
Термин «процент занятости рецепторов» (receptor occupancy) описывает процент рецепторов, связавшихся с лигандом, от общего количества доступных рецепторов (вернее, их участков связывания). В случаях, когда более одного лиганда может связываться с одним и тем же участком связывания, они конкурируют между собой за соединение с рецептором.
Сайт связывания  рецептора проявляет ту или иную степень химической специфичности (ограничивающей химическое строение лигандов, которые могут связываться с данным сайтом) и пространственной специфичности (ограничивающей пространственную структуру лигандов, которые могут связываться с данным участком связывания), а также ту или иную степень сродства к конкретному лиганду, или так называемую афинность.
Участки связывания лигандов с рецепторами являются важной функциональной характеристикой рецепторов.